# WISE 1506+7027
WISEPC J150649.97+702736.0 (designação abreviada para WISE 1506+7027, ou WISE J1506+7027) é uma estrela anã marrom de classe espectral T6, localizada na constelação de Ursa Minor. Ela está localizada a uma distância de 11,1+2,3
−1,3 anos-luz da Terra, sendo um dos vizinhos mais próximos do Sol. As anãs marrons que estão mais próximas do Sol são o sistema binário Luhman 16 e a WISE 0855−0714. Outras anãs marrons que podem estar mais perto do Sol incluem ε Indi Ba and ε Indi Bb a 11,8 anos-luz e WISE 0350-5658 a 12,1+5,2
−1,3 anos-luz.